# Cal Gascó
Cal Gascó és una masia del municipi de Sant Jaume dels Domenys (Baix Penedès) inclosa en l'Inventari del Patrimoni Arquitectònic de Catalunya.

## Descripció
Edifici tancat per un baluard, dins el qual hi ha un jardí i una escalinata que mena cap a l'interior de l'edifici. La casa és de tres plantes. Els baixos presenten un contrafort que amaga l'antiga portalada d'accés. La porta actual té un arc carpanell. El pis noble presenta tres balcons amb una barana de pedra de dibuixos geomètrics. Les golfes presenten unes finestres molt modificades d'arc escarser.

## Història
La masia pertany a un gran propietari de la zona, el qual va vendre a poc a poc la hisenda i només es quedà amb la masia. Actualment és habitatge pels masovers. Els actuals masovers expliquen que la casa fou incendiada a l'última guerra carlina. Se'n poden veure indicis a l'interior de l'edifici. A la banda dreta de l'escala d'accés es pot veure una llosa amb una inscripció poc clara que sembla contenir la data 1806.